# Papilio multicaudata
Papilio multicaudata – motyl z rodziny paziowatych występujący w Ameryce Północnej. Osiąga rozpiętość skrzydeł od 10 do 12 cm.